# Кац, Александр Яковлевич
Александр Яковлевич Кац (1918—2000) — генерал-майор Советской Армии, участник Великой Отечественной войны.

## Биография
Александр Яковлевич Кац родился 25 октября 1918 года в городе Воронеже. Окончил среднюю школу. 30 октября 1937 года Кац был призван на службу в Рабоче-Крестьянскую Красную Армию Свердловским районным военным комиссариатом города Москвы. В 1939 году окончил Московское военно-инженерное училище. Участвовал в польском походе 1939 года, будучи командиром сапёрного взвода. В дальнейшем служил начальником школы младших командиров, начальником штаба отдельного сапёрного батальона. Начало Великой Отечественной войны встретил в Литовской ССР.
Вскоре после начала Великой Отечественной войны батальон Каца был отправлен под Москву. С сентября 1941 года он занимал должность начальника отдельной группы минирования. В июне 1942 года принял командование над 107-м отдельном сапёрным батальоном 93-й стрелковой дивизии. Под его руководством сапёры успешно проводили инженерную разведку, вели работы по обустройству и укреплению оборонительных рубежей, проделывали проходы во вражеских минных полях и проволочных заграждениях, разминировали освобождаемые населённые пункты. Так, в 1943 году на протяжении нескольких суток батальон Каца вёл работы по разминированию города Белого Смоленской (ныне — Тверской) области. В дальнейшем батальон успешно действовал в боях на реках Псёл, Хорол и Днепр на Украине. В 1944 году отозван с фронта и направлен для дальнейшего прохождения службы в комендатуру Центрального аэродрома имени М. В. Фрунзе.
После окончания войны продолжал службу в Советской Армии. Участвовал в Параде Победы. В 1947 году окончил Высшие командные курсы при Военно-инженерной академии имени В. В. Куйбышева. Служил на высоких военно-инженерных должностях, был дивизионным, затем корпусным инженером, начальником штаба инженерных войск армии, начальником инженерных войск армии. В 1969 году назначен заместителем по строительству командующего Северо-Кавказским военным округом и одновременно начальником инженерных войск округа. В октябре 1976 года вышел в отставку. Находясь на пенсии, активно занимался общественной работой, являлся председателем комитета ветеранов Вооружённых Сил Ростовского-на-Дону городского совета ветеранов. Умер 3 апреля 2000 года.

## Награды
- Орден Отечественной войны 1-й степени (11 марта 1985 года);
- Орден Отечественной войны 2-й степени (4 ноября 1943 года);
- 3 ордена Красной Звезды (12 марта 1943 года, ?, ?);
- Медаль «За оборону Москвы» и другие медали.